# Морозкин, Виктор Павлович
Виктор Павлович Морозкин  (1937—1997) — специалист в области тепловых электрических станций, доктор технических наук, профессор, заведующий кафедрой релейной защиты и автоматизации энергетических систем МЭИ (1979—1996). Академик Международной энергетической академии и Академии электротехнических наук РФ. Почетный электроэнергетик России.

## Биография
Виктор Павлович Морозкин родился в 1937 году в Кемеровской области. В 1960 году успешно окончил Томский политехнический институт (ныне Томский политехнический университет). По окончании института работал по распределению последовательно инженером, старшим инженером завода, старшим инженером Московского управления по радиационной технике Министерства среднего машиностроения. Продолжил образование в аспирантуре Московского энергетического института.
В 1970 году окончил аспирантуру при МЭИ, после чего был оставлен в институте для преподавательской работы на кафедре электрических машин.
В МЭИ Виктор Павлович работал на должностях ассистента, старшего преподавателя, доцента. Несколько лет руководил профсоюзной организацией МЭИ, работал проректором института по научной работе, был депутатом Калининского районного Совета Москвы.
С 1979 по 1996 год В. П. Морозкин работал в должности заведующего кафедрой релейной защиты и автоматизации энергосистем.
Область научных интересов: устройства автоматизации энергосистем на отечественной микропроцессорной основе; автоматизация энергосистем, теории надежной работы персонала в электроэнергетике; создание экологически чистой тепловой электростанции, тренажеры для обучения персонала; ветросиловые установки мощностью до 1000 кВт.
В. П. Морозкин является автором 183 научных работ, в том числе семи книг, он вел педагогическую по специальности «Автоматическое управление электроэнергетическими системами», под его редакцией был издан учебник «Автоматизация энергосистем».
В разное время Виктор Павлович Морозкин был членом редколлегии журнала «Электричество», членом Международной энергетической академии и Академии электротехнических наук РФ, координатором работ в РАО «ЕЭС России» и др.
Виктор Павлович Морозкин скончался в 1997 году в возрасте 60 лет.

## Труды
- Учебник «Автоматизация энергосистем».
- Проектирование электрических машин. Горяинов Ф. А., Морозкин В. П., Клоков Б. К., Копылов И. П., Токарев Б. Ф. Учебное пособие для студентов вузов, обучающихся по спец. «Электрические машины», под ред. И. П. Копылова Москва : Энергия , 1980.
- Двигатели постоянного тока для подводной техники. Морозкин В. П., Тодос П. И., Токарев Б. Ф. Москва : Энергия , 1977.